# آمینتا ساوادوگو
آمینتا ساوادوگو (به انگلیسی: Aminata Savadogo) (زاده ۹ ژانویه ۱۹۹۳) خواننده اهل لتونی است.
او در مسابقه آواز یوروویژن ۲۰۱۵ نماینده لتونی بود.